# パブロ・マテーラ
- パブロ・マテラ

パブロ・マテーラ（Pablo Matera、1993年7月18日 - ）は、ジャパンラグビーリーグワン三重ホンダヒートに所属するラグビーユニオン選手。

## プロフィール
- アルゼンチン・ブエノスアイレス出身。
- ポジションはフランカー(FL)。
- 身長 193 cm、体重 98 kg
- U20アルゼンチン代表に選ばれたことがある[1]。
- アルゼンチン代表キャップは91（2022年11月現在）。
- 2015年W杯・2019年W杯のアルゼンチン代表に選ばれて、2019年W杯の時は主将を務めた[2]。
- バーバリアンズに選ばれたことがある[3]。

## 略歴
パンパスXV、レスター・タイガース、ハグアレスを経て、2019年、スタッド・フランセに加入。
2020年12月、過去に差別的かつ外国人嫌悪のツイート行ったため、アルゼンチンラグビー協会から代表主将剥奪と出場停止処分を受けた。
2021年、クルセイダーズに加入。
2022年、三重ホンダヒートに加入。同年12月17日に行われたJAPAN RUGBY LEAGUE ONE第1節浦安D-Rocks戦にて先発出場で日本での公式戦初出場を果たした。

## 受賞歴
- ワールドラグビー男子15人制ドリームチーム:2022年[9]
- ジャパンラグビーリーグワン
- 2022-23プレーヤー・オブ・ザ・シーズン (DIVISION 2), ゴールデンショルダー (DIVISION 2)[10]